# Босса Нова
Босса Нова (порт. Bossa nova) — бразильский художественный фильм, названный в честь музыкального стиля и танца босанова. Сюжет фильма не имеет прямого отношения к музыке или танцам, речь идет скорее о стиле жизни героев.
Романтическая комедия. Продолжительность 95 минут. Год выхода на экран: 2000 . Режиссёр Бруну Баррету. Фильм снят по роману бразильского писателя Сержио СантАнна (Sérgio Sant’Anna) «Мисс Симпсон» («Miss Simpson»).

## Содержание
Действие происходит в Рио-де-Жанейро. Фильм рассказывает несколько параллельных историй, герои которых знакомы между собой, но собираются вместе лишь в финальных сценах. Адвокат Педро Пауло пытается вернуть жену, которая оставила его по совету китайского учителя гимнастики тай чи, но неожиданно для себя влюбляется в американку мисс Симпсон, преподавательницу английского языка. Он начинает ходить на её уроки. Его двоюродный брат, романтик и профессиональный портной, влюбляется в Шарон — молодую стажерку в кабинете Педро Пауло. Надин — молодая одинокая женщина — знакомится в Интернете с американцем Гэри, выдающим себя за художника. Они влюбляются друг в друга, даже не обменявшись фотографиями. Таня бывшая жена Педро Пауло — работает туристическим агентом и помогает Надин купить билеты в Америку, чтобы сделать сюрприз Гэри. Но оказывается, что Гэри сам должен приехать в Рио. Тем временем другой ученик Мисс Симпсон — известный футболист Акасио — собирается подписать контракт с «Манчестер Юнайтед». Он заходит на консультацию в кабинет Педро Пауло и встречает там Шарон.

## Актёры
- Эми Ирвинг
- Антонио Фагундес
- Алешандри Боржис
- Джованна Антонелли
- Стивен Тоболовски